# Решетько, Елена Валерьевна
Елена Валерьевна Решетько (фин. Elena Reshetko; род. 13 марта 1986, Ленинград) — российская и финская баскетболистка, выступавшая в амплуа форварда. Неоднократный призёр международных соревнований в составе молодёжных сборных России по баскетболу. Трёхкратный чемпион Финляндии.

## Биография
Елена Мелто (Решетько) воспитанница питерской баскетбольной школы, постигала азы баскетбола у прославленного тренера Киры Тржескал. В 17-летнем возрасте переезжает в Финляндию, но при этом она постоянно привлекается в состав национальной сборной России различных возрастов. Первый свой успех Елена праздновала в 2004 году, когда юниорская сборная России выиграла чемпионат Европы в Словакии. В том первенстве в 8 играх баскетболистка набрала в среднем за матч 4,9 очка. В следующем году, уже на «мировом форуме» в Тунисе, Решетько набрала 3,3 очка — сборная занимает 4-е место. В 2006 году в составе молодёжной сборной выигрывает «золотые» медали первенства Европы в Венгрии — 8 игр, 6,5 очков, 2,8 подборов, 1,4 передачи.
В Финляндии, постоянно играя за «Катц» из Лаппеэнранты Елена становилась трёхкратной чемпионкой национального первенства, четырёхкратной «серебряным» призёром и трёхкратным обладателем кубка Финляндии. В сезоне 2011/12 признавалась как «лучший иностранный игрок» в чемпионате Финляндии, а также два раза становилась MVP финальной серии (2010 и 2013).
Вышла замуж за Симо Мелто, имеет дочь — Александру и сына Лукас.

## Достижения
- Чемпион Европы среди юниорок: 2004
- Чемпион молодёжного первенства Европы: 2006
- Чемпион Финляндии: 2010, 2012, 2013
- Серебряный призёр чемпионата Финляндии: 2007, 2008, 2009, 2011
- Обладатель Кубка Финляндии: 2008, 2012, 2013